# Zatoka Amatique
Zatoka Amatique – zatoka u wybrzeża Ameryki Środkowej, część Zatoki Honduraskiej. Większość wód zatoki należy do Gwatemali, tylko jej zachodnia część należy do Belize. Do zatoki Amatique uchodzi rzeka Dulce. 
Najważniejsze miasta położone nad zatoką to port morski Puerto Barrios (48,6 tys. mieszk.) oraz Livingston (10,6 tys.).